# 陽明山慈惠堂
陽明山慈惠堂位於台灣台北市奇岩路，為主祀瑤池金母之道教廟宇。該建物興建於1972年，今為位於台北北投區之仿古廟宇建築。另外，該廟宇的組織型態為管理人制，祭典日期則是每年農曆之二月初二。